# Wikipédia en occitan
Wikipédia en occitan (en occitan : Wikipèdia en occitan) est l’édition de Wikipédia en occitan ou langue d'oc, langue occitano-romane parlée en Occitanie, en France, dans les vallées piémontaises en Italie et dans le Val d'Aran en Catalogne. L'édition est lancée en mars 2003. Son code est : oc.
Au 27 mars 2025, l'édition en occitan contient 90 705 articles et compte 57 710 contributeurs, dont 95 contributeurs actifs et 4 administrateurs.
La norme graphique utilisée est la graphie classique.

## Présentation

### La gestion des dialectes

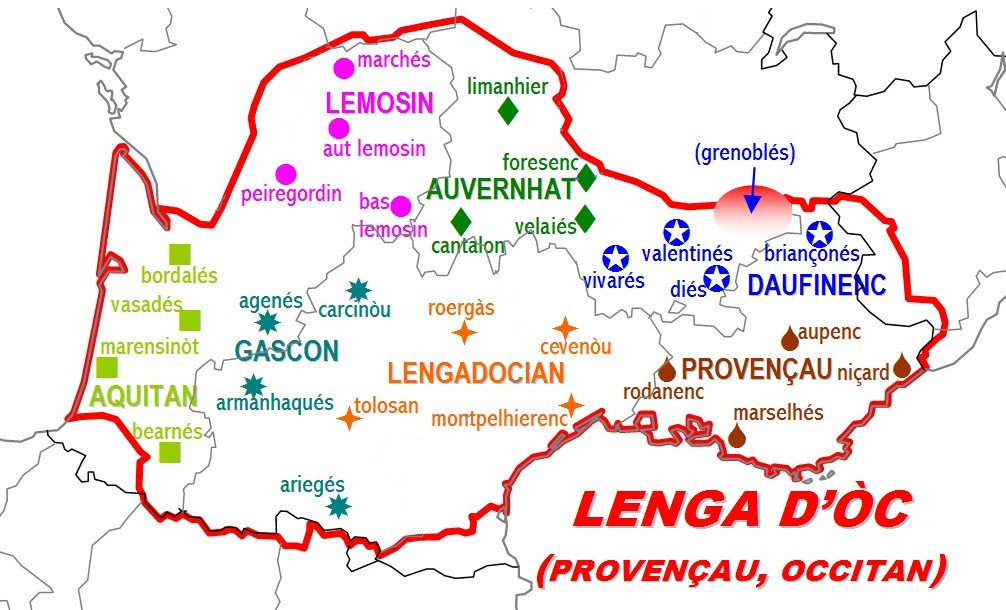
Aire de diffusion de l'occitan.

L'occitan est une langue possédant plusieurs dialectes dont le nombre varie selon les auteurs et, surtout, les revendications régionales. À la suite de deux votes organisés en 2006 et en 2009, la wikipédia en occitan a adopté une charte linguistique pour organiser la gestion de ces dialectes. Selon ce texte, les articles sont rédigés dans l'un des six dialectes habituellement reconnus : l'auvergnat, le gascon, le limousin, le languedocien, le provençal et le vivaroalpin. L'aranais est accepté en tant que sous-dialecte du gascon et le niçard en tant que sous-dialecte du provençal. Un article doit être rédigé dans un même dialecte, mais un mélange est possible à condition de demeurer transitoire.

### La gestion des graphies
Deux graphies principales existent en occitan. La graphie mistralienne, apparue durant la seconde moitié du XIXème siècle, est basée sur une écriture phonétique de la langue. Associée au Félibrige, elle s'impausa dans un premier temps avant d'être supplantée par la graphie classique au cours du XXème siècle. Cependant, elle demeure majoritaire dans l'usage en Provence. La graphie classique est issue des travaux de Louis Alibert (1884-1959). Elle est fondée sur une volonté de restaurer l'orthographe médiévale de l'occitan. L'idée était de réduire la phonétisation de l'écrit pour permettre une meilleure intercompréhension entre les dialectes. Promue par l'Institut d'études occitanes, elle est aujourd'hui la norme orthographique occitane la plus utilisée. Pour cette raison, la charte linguistique de la wikipédia en occitan n'autorise que l'usage de la graphie classique, y compris dans les articles rédigés en provençal.
La Gramatica occitana segon los parlars lengadocians d'Alibert, la Grammaire occitane de Joseph Salvat, les travaux ultérieurs de l'IEO et les préconisations du Conseil de la langue occitane constituent les bases de la grammaire utilisée. Ce corpus est également reconnu par les autorités régulatrices du Val d'Aran, unique territoire où l'occitan dispose d'un statut officiel. Cependant, si ces documents et ceux qui s'en réclament ont permis de codifier un standard consensuel pour plusieurs dialectes, ce n'est pas le cas pour le vivaroalpin, le niçard et l'auvergnat. L'utilisation de ces parlers se heurtent donc à certaines difficultés sur la wikipédia en occitan.

## Statistiques
- Le 5 novembre 2006, l'édition en occitan franchit le cap des 20 000 articles.
- En février 2009, elle compte 17 100 articles et 2 900 utilisateurs enregistrés.
- Le 8 octobre 2011, elle compte 30 585 articles.
- Fin 2011, elle franchit le cap des 50 000 articles.
- Le 6 janvier 2012, elle compte 56 301 articles et 11 920 utilisateurs enregistrés.
- En juin 2012, elle compte 61 100 articles.
- Le 21 septembre 2016, elle compte 90 750 articles.
- Entre 2016 et 2017, environ 10 000 articles vides, créés par des robots, sont supprimés.
- Le 15 février 2018, elle compte 84 231 articles, 34 389 utilisateurs, 84 utilisateurs actifs[N 1] et 4 administrateurs[3].
- Le 22 octobre 2022, elle contient 87 719 articles et compte 49 032 contributeurs, dont 107 contributeurs actifs et 4 administrateurs.
- Le 21 août 2024, elle contient 89 888 articles et compte 55 727 contributeurs, dont 89 contributeurs actifs et 4 administrateurs.